# Шульгино (Владимирская область)
Шульгино — деревня в Селивановском районе Владимирской области России, входит в состав Новлянского сельского поселения.

## География
Деревня расположена в 2 км на юг от центра поселения деревни Новлянка и в 11 км на юг от райцентра рабочего посёлка Красная Горбатка, железнодорожная платформа «32 км» на линии Ковров — Муром.

## История
Первые сведения о Шульгине относятся к 1676 году, в окладных книгах отмечено, что в Шульгине имелась церковь Успения Пречистой Богородицы, при церкви двор попа Спиридона, двор дьячков, 3 двора помещиковых и 20 дворов крестьянских. Эта деревянная церковь существовала в Шульгине в течение всего XVIII столетия, в начале XIX века она за ветхостью была разобрана и вместо неё на средства помещика Муромцева построен был каменный храм с колокольней. Престол в храме был один в честь Успения Пресвятой Богородицы. В конце XIX века приход состоял из села Шульгина и деревень: Большого Кольцова, Малого Кольцова, Елхова, в которых по клировым ведомостям числилось 164 двора, 474 мужчины и 538 женщин. В Шульгине с 1884 года существовала церковно-приходская школа, учащихся в 1896 году было 50.     
В конце XIX — начале XX века село входило в состав Дубровской волости Муромского уезда.
С 1929 года село являлось центром Шульгинского сельсовета Селивановского района, позднее вплоть до 2005 года — в составе Новлянского сельсовета.

## Население
| 1859 | 1905 | 1926 | 2002 | 2010 | 2021 |
| ---- | ---- | ---- | ---- | ---- | ---- |
| 387  | ↗492 | ↗630 | ↘111 | ↘92  | ↘58  |

## Достопримечательности
В селе находится недействующая Церковь Успения Пресвятой Богородицы (1825—1875). В апреле 2023 года Инспекция госохраны памятников Владимирской области включила заброшенную Успенскую церковь деревни Шульгино Селивановского района в реестр объектов культурного наследия.